# Katsukawa Shunshō
Katsukawa Shunshō (勝川春章) (1726-1793), de son vrai nom Katsumiyagawa Yūsuke (勝宮川祐助), est un artiste japonais d'estampes ukiyo-e.
Venu à Edo dans l'intention d'étudier le haiku et la peinture, ShunshōIl étudie sous la direction de Miyagawa Shunsui, fils et élève de Miyagawa Chōshun, tous deux artistes ukiyo-e également réputés et talentueux. Ses premières œuvres datent de 1760.
Il est le chef de file de l'école Katsukawa.
Shunshō est particulièrement connu pour avoir introduit une nouvelle forme de yakusha-e, estampes décrivant les acteurs de kabuki. 
Cependant, et même si elles sont moins réputées, ses bijin-ga sont considérées par certains spécialistes comme « étant les meilleures de la deuxième moitié du XVIIIe siècle ».
Parmi ses élèves, on note quelques noms fameux de l'ukiyo-e, tels que Katsukawa Shunchō, Katsukawa Shun'ei et Hokusai.

## Biographie

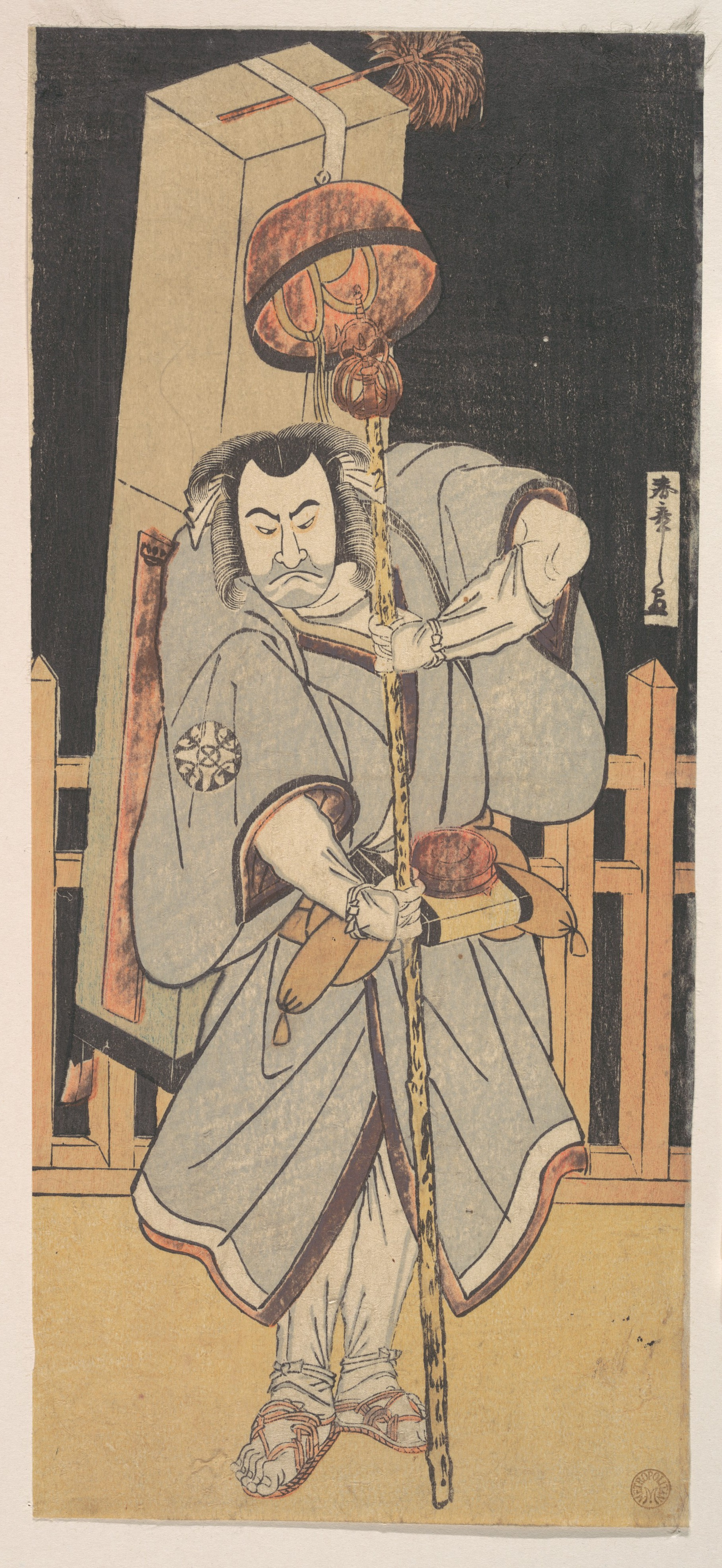
Acteur de Kabuki, 1780

Katsukawa Shunshō (勝川春章), de son vrai nom Katsumiyagawa Yūsuke (勝宮川祐助), nait en 1726 dans la région d'Edo.
On connait peu de choses sur sa vie personnelle[réf. souhaitée].
Shunshō est d'abord venu à Edo (nom ancien de la ville de Tokyo) vers 1760 pour étudier les haiku et la peinture. Il commence sa carrière en étudiant sous la direction de Miyagawa Shunsui, fils et élève de Miyagawa Chōshun, tous deux artistes ukiyo-e réputés. 
Shunshō devint rapidement célèbre pour ses représentations d'acteurs, ses premiers travaux datant de 1760, son style dénotant à cette époque l'influence marquée de Suzuki Harunobu. Sa grande notoriété commença cependant surtout en 1768, quand il publia des estampes représentant cinq acteurs qui triomphaient alors au théâtre Nakamura. Il s'agissait d'un ensemble de portraits ressemblants, une nouveauté pour l'époque, qui eurent alors un grand retentissement parmi les amateurs de théâtre à Edo et firent de lui l'artiste par excellence du théâtre kabuki. Bien qu'il soit à l'origine un membre de l'école de Torii, il s'est très vite éloigné de cette école et créa son propre style, qui sera plus tard baptisé l'école de Katsukawa. Parmi ses étudiants figuraient les célèbres artistes ukiyo-e Shunchō, Shun'ei et Hokusai. 
Shunshō est considéré comme le co-créateur, avec Ippitsusai Bunchō (1725-1794) du genre dit "nigao-e" (似顔絵；にがおえ), un type de portrait illustrant un visage de manière réaliste (nigao signifiant en japonais une certaine ressemblance avec le visage d'une personne; e （絵） signifiant un dessin) dont on base généralement l'origine en 1770, avec la parution du Livre des éventails de théâtre de Katsukawa Shunshō et Ippitsusai Bunchō.
Connu pour ses grands talents de graveur et de dessinateur, il n'abandonna jamais complètement la peinture et la poésie auxquelles il consacre d'ailleurs ses dernières années.
Il meurt en 1793 à l'âge de 66 ans.

## Œuvres

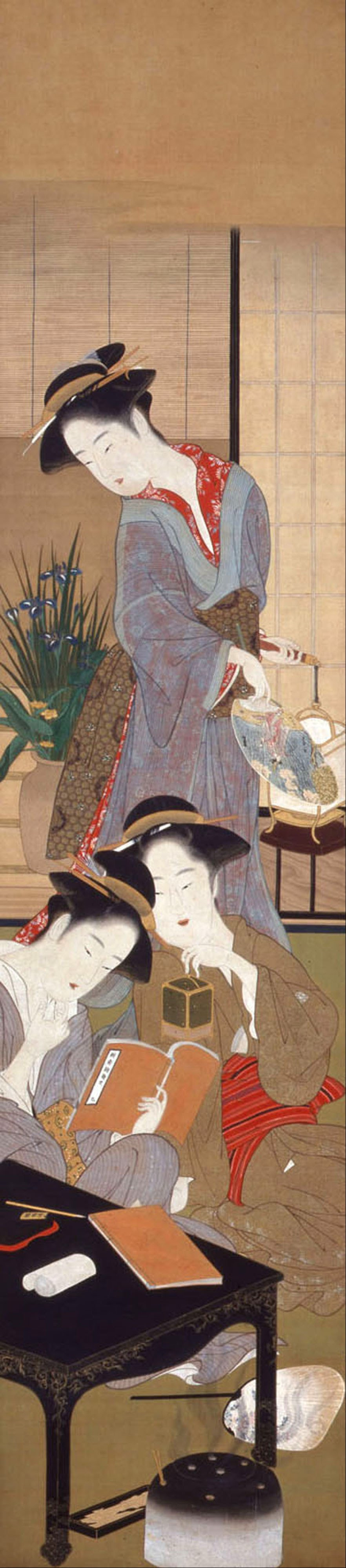
Femmes et évènements des douze mois

La plupart des impressions d'acteur de Shunshō sont en format hoso-e (33 × 15 centimètres) commun à l'époque mais il a aussi créé un grand nombre d'œuvres formant des ensembles triptyques ou pentaptyques. Cependant, la représentation de grands portraits de têtes et de l'intérieur des vestiaires des acteurs est ce qui a vraiment séparé son travail de celui des artistes précédents. Il a également été l'un des premiers à créer des portraits réalistes des acteurs. Ainsi, dans les tirages de Shunshō, contrairement aux travaux de l'école de Torii (attachée à la beauté formelle des attitudes et des costumes), il a été possible pour la première fois de distinguer non seulement le rôle théâtral joué par l'acteur mais aussi l'acteur qui dépeint ce rôle. Bien souvent les acteurs sont même représentés hors de scène, en coulisse ou simplement en promenade. Shunshō a également utilisé souvent le format hashira-e long et étroit. 
Bien qu'il ait peint de nombreuses peintures très appréciées de bijin, il a produit très peu d'impressions représentant la même chose, préférant varier ses impressions et ses sujets. Seirō Bijin Awase Sugata Kagami (青楼美人合姿鏡), "Un miroir reflétant les formes de belles femmes des maisons vertes", un livre imprimé sur lequel il a collaboré avec Kitao Shigemasa, est l'une des seules œuvres imprimées contenant des bijin-ga par Shunshō. Ses tableaux non seulement représentaient des femmes et des modes toujours élégamment peints mais une attention particulière y est également accordée aux éléments du paysage et à l'architecture des arrière-plans. Bien que ses impressions démentent une forte fascination pour le monde du théâtre, ses tableaux semblent suggérer tout le contraire.
Katsugara Shunshō est également l'auteur d'un nombre important d’œuvres érotiques, beaucoup de ces gravures érotiques ayant été réalisées en commun avec Utamaro.
- Les Acteurs Ichikawa Danzo II et Onoe Tamizo I (1772-1773), estampe hosoban, 31 × 148 cm, nishiki-e, impression polychrome, Musée Guimet[3]
- L'Acteur Nakamura Nakazō dans le rôle de Kan Shōjō (1780), Gravure sur bois; encre et couleur sur papier, 32 × 15 cm, Metropolitan museum, New York[5]
- L'Acteur Sakata Hangoro II (vers 1780), Gravure sur bois sur papier, 33 × 14 cm, Brooklyn Museum[6]
- L'Acteur Ishikawa Monosuke II en Karigane Bunshichi (1782), Gravure sur bois en couleur sur papier, 33 × 15 cm, Brooklyn Museum[7]
- L'Acteur Ichikawa Danzo IV et l'onnagata Segawa Kikunojo III dans les coulisses (1782-1783), estampe oban Nishiki-e, impression polychrome, Musée Guimet[3]

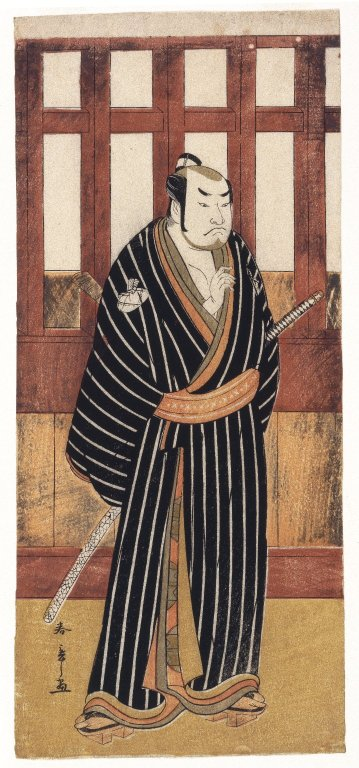
L'Acteur Sakata Hangoro II, vers 1780 Brooklyn Museum
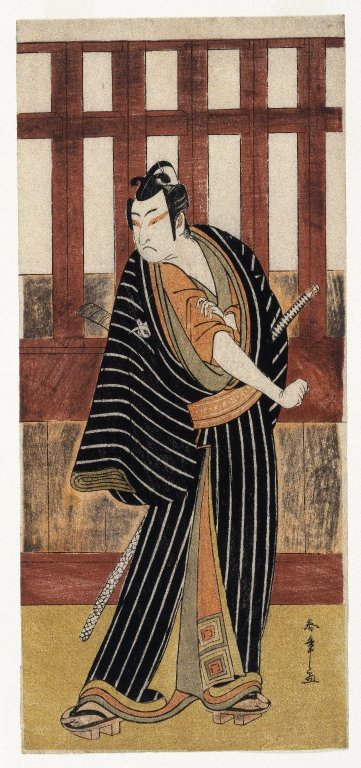
L'Acteur Ichikawa Monnosuke II, vers 1780 Brooklyn Museum
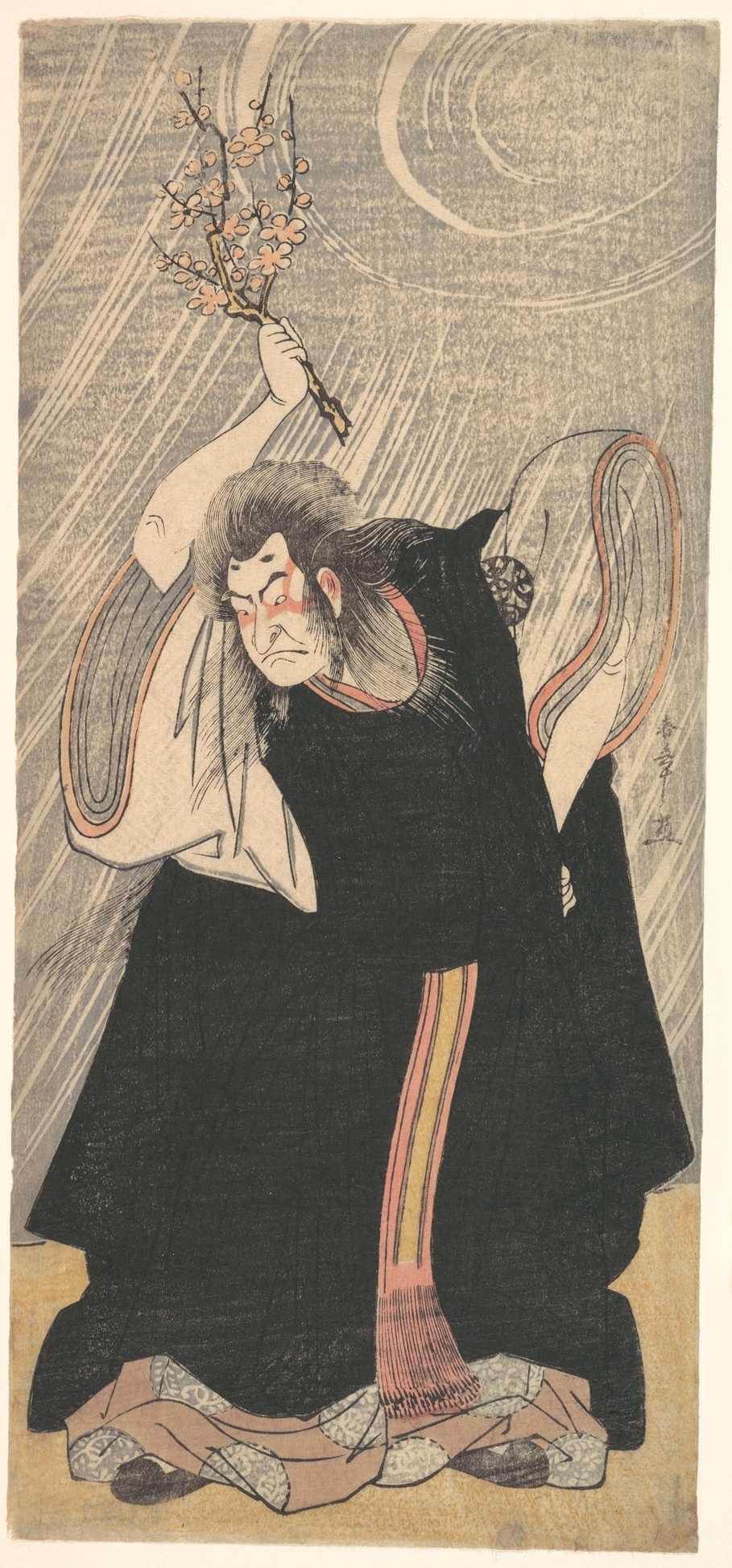
L'Acteur Nakamura Nakazō, 1780 Metropolitan museum, New York
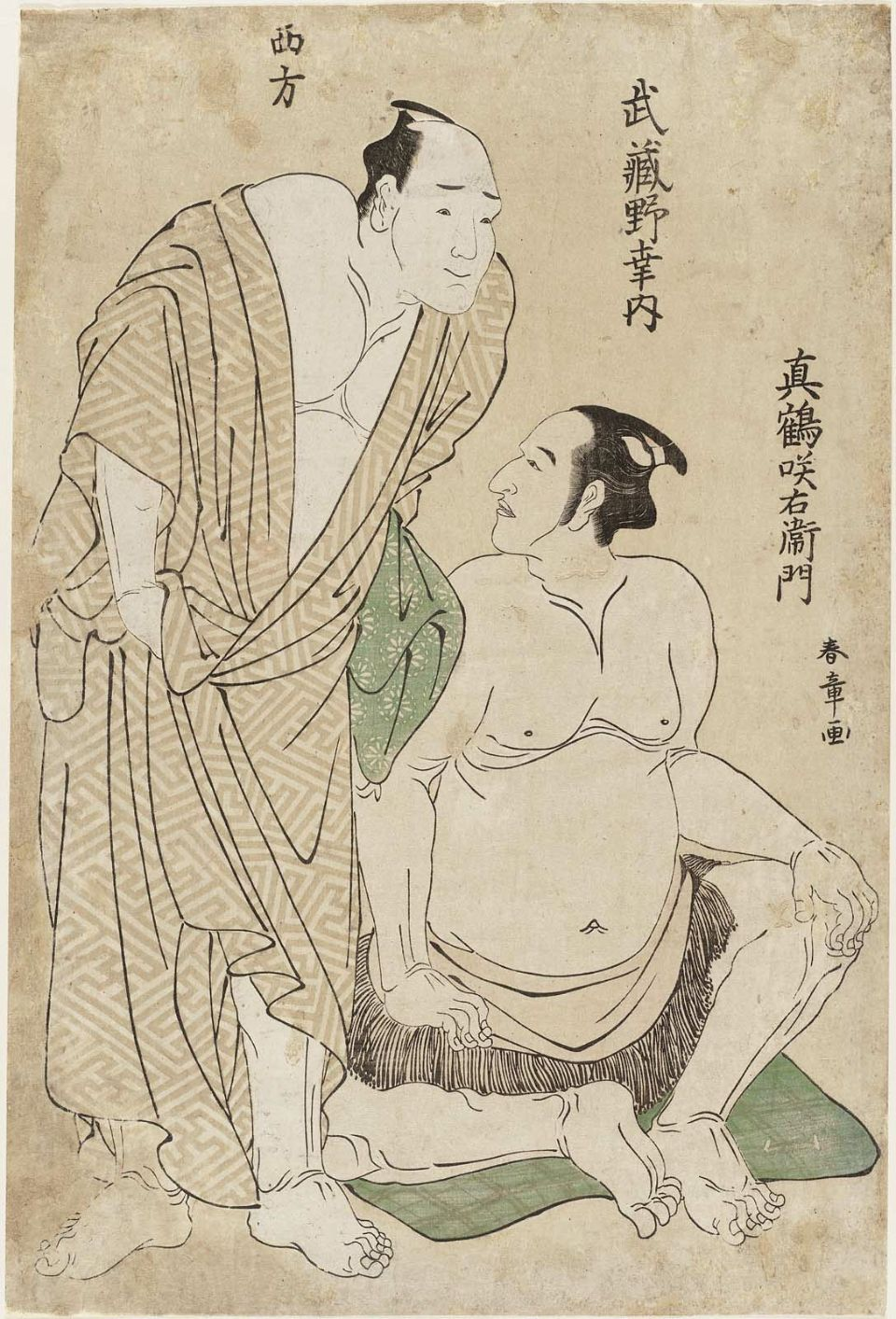
Les Sumotori Manazuru Sakiemon et Musashino Kōnai, 1780
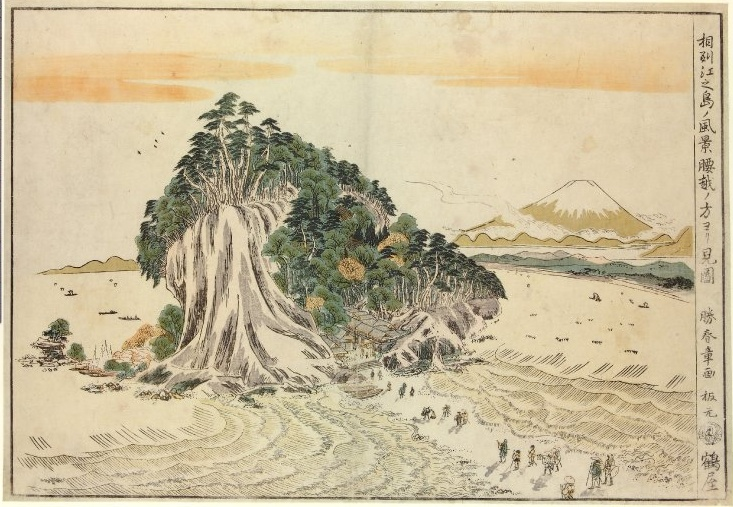
Vue d'Enoshima dans la province de Sagami, en regardant de Koshigoe, 1784

### Œuvres Imprimés
Katsugara Shunshō publia de très nombreux albums et livres de gravures au cours de sa carrière.

#### Livres

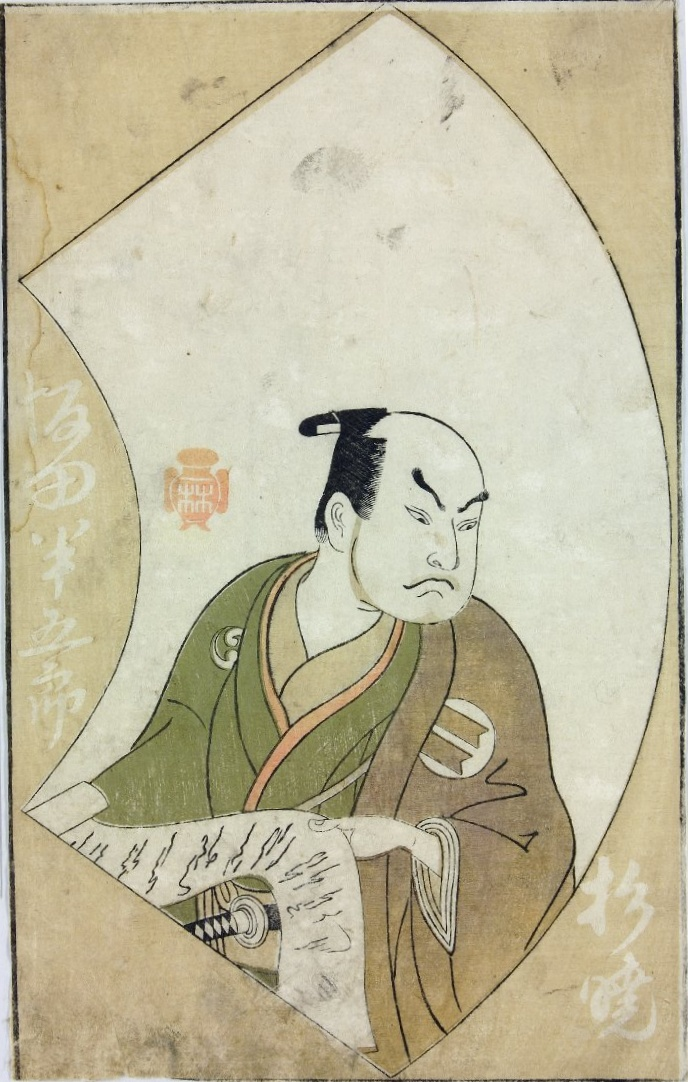
Page du livre de la Ehon Butai Ogi
L'acteur Sakata Hangoro, 1770
Musée de Brooklyn

Ces livres, publiés tous deux en collaboration avec un autre artiste (Ippitusai Bunchō pour le premier et Kitao Shigemasa pour le second), sont les plus célèbres des œuvres et albums imprimés de Shunshō.
- Ehon butai ōgi (Livre des éventails de théâtre) - 1770

En 1770 et en collaboration avec Ippitusai Bunchō, Katsugara Shunshō fait paraître cet ouvrage dont chaque page représente un acteur se détachant sur un éventail blanc. Ce sera le premier livre du genre, considéré aujourd'hui comme un document capital pour l'histoire du théâtre japonais ainsi que le premier ouvrage du genre dit "nigao-e" (似顔絵；にがおえ), dont Katsugara Shunshō et Ippitusai Bunchō sont considérés comme les fondateurs.  
- Seirō Bijin Awase Sugata Kagami (青楼美人合姿鏡 - Miroir des beautés des Maisons vertes) - 1776

C'est avec son ami Kitao Shigemasa que Shunshō illustrera ensuite, en 1776, le Miroir des beautés des Maisons vertes qui réunit des portraits en couleurs de femmes aux formes épanouies. Cet album illustré en trois volumes dépeint, dans l'ordre quatre saisons, la vie, les mœurs et coutumes des courtisanes des différentes maisons closes du Yoshiwara. Sur chaque double page est indiqué  Le nom des maisons vertes et de leurs courtisanes. Cent soixante-quatre courtisanes sont ainsi représentées sur 43 doubles pages d'illustrations, auxquelles s'ajoutent 27 pages de poèmes de haikai composés par ces courtisanes.

#### Albums

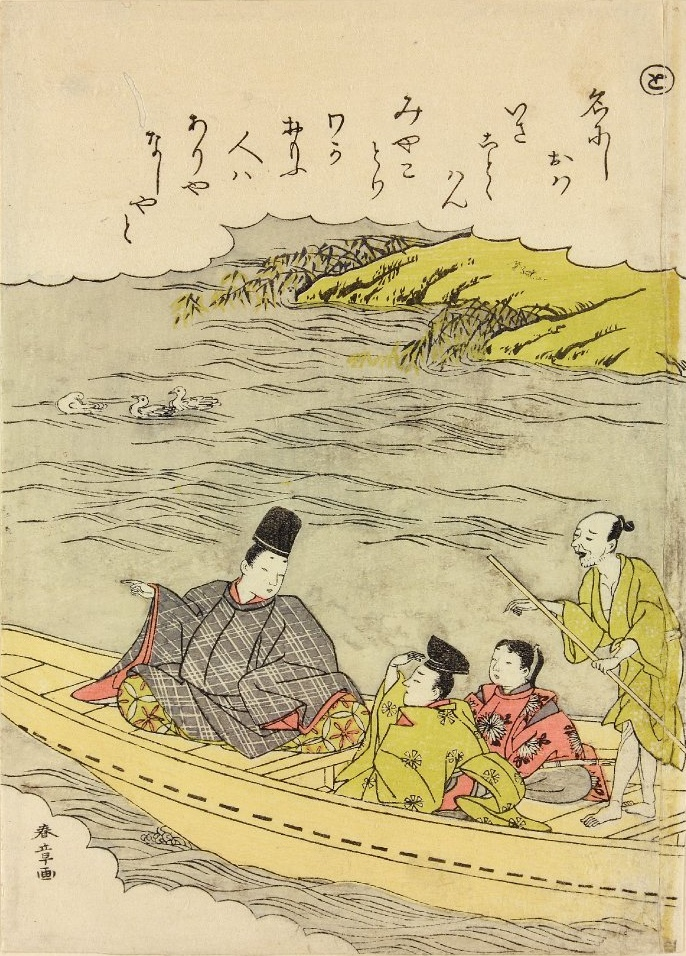
Feuillet de la série Ise monogatari, 1770

- Myōtogiku Izu no kisewata (三芝居役者絵本 - Ouate de coton à Izu pour le chrysanthème du couple)[8] - 1771

L'album reprend huit scènes marquantes de la pièce de kabuki Myōtogiku Izu no kisewata, représentée à partir du premier jour du onzième mois de l'année 1770 au théâtre Ichimura-za.
- Hyaku bobo-gatari (百慕々語 - Contes des cent cons ou Contes des cent vagins)[9] - 1771

Cet album rassemble 16 estampes illustrant des scènes et contes érotiques variés.
- Sanyo-Zoue-Ehon-Takara-No-Ito (La sériciculture illustrée) - 1786

L'album rassemble douze gravures sur l'élevage du ver à soie.
- Kôshoku zue jûni-kô(Images licencieuses au fil des douze mois) - 1788

Cette série de douze estampes a la forme d'un almanach érotique. Son titre s'inspire sans doute des Douze voies de l'amour (Shikidô jûni-ban), réalisées quelques années plus tôt par Kiyonaga.
- Ehon-Sakae-Gousa (Illustration du mariage d'une jeune fille) - 1790

Cet album publié par Izoumiya Itchiheï en 1790 regroupe des scènes représentant les différentes étapes du mariage d'une jeune fille de bonne famille.

## Noms d'artiste
Il était courant pour un artiste à l'époque où Shunshō exerçait de ne pas signer les œuvres de son propre nom mais d'utiliser plutôt un nom d'artiste.
Originellement né sous le patronyme de Katsumiyagawa Yūsuke, "Katsukawa Shunshō" est donc l'un des nombreux noms d'artiste (gō) utilisé par le peintre tout au long de sa vie. Parmi les autres noms dont il usa figurent Jūgasei (縦画生), Ririn (李林), Yūji (酉爾), Shuntei (春亭), Kyokurōsei (旭郎斎) et Rokurokuan (六々庵). Avant de signer son travail de l'un de ces gō, il utilisait un sceau en forme de gourde entourant le caractère mori (森), signifiant "forêt".
| Liste des signatures utilisées par Katsukawa Shunshō sur les estampes et les livres illustrés |                        |        |
| Nom d'artiste                                                                                 | Idéogrammes            | Années |
| Sceau en forme de gourde entourant le caractère "mori" (premières années)                     | 森 ou parfois juste 林 | 1960s  |
| Katsukawa Shunshō                                                                             | 勝川春章               | -      |
| Jūgasei                                                                                       | 縦画生                 | -      |
| Ririn                                                                                         | 李林                   | -      |
| Yūji                                                                                          | 酉爾                   | -      |
| Shuntei                                                                                       | 春亭                   | -      |
| Kyokurōsei (parfois retranscrit Kyokurōsai)                                                   | 旭郎斎                 | -      |
| Rokurokuan                                                                                    | 六々庵                 | -      |
| Katsu Miyagawa Shunshō                                                                        | 勝宮川春章             | -      |

Le surnom bourgeois utilisé par Shunshō était Yōsuke, de son prénom Yūsuke (祐助).

## L'école de Katsukawa
Au cours de sa vie, Katsukawa Shunshō enseigna à de nombreux élèves l'art de la gravure et de l'ukiyo-e dans le style qu'il développa et qui prendra le nom d'école de Katsukawa. Nombre d'entre eux devinrent eux-mêmes célèbres dans le monde de l'ukiyo-e. Parmi les plus connus se trouvent:
- Shunkyoku, actif de 1772 à 1800.
- Shunjo, actif aux environs de 1780.
- Shun'ei, 1762-1819.
- Shunzan, actif de 1782 à 1798.
- Shundo, actif environ de 1780 à 1792.
- Shuncho, actif de 1780 à 1795.
- Shunkaku, actif de 1789 à 1801.
- Shunko, 1743-1812.
- Shunrin, actif de 1784 à 1800.
- Shunro, 1760-1849 (qui prit plus tard le nom de Hokusai Katsushika).

Un observateur novice peut être surpris de constater le fait que les élèves de Shunshō portent tous un nom qui commence par Shu. Cela vient du fait que ces noms sont tous des noms d'artiste donnés par leur maitre. C'était une tradition de former ce nom d'artiste en associant la première partie du nom du maître (ici, le Shu, de Shunshō) et une partie du nom originel de l'élève.

#### En français
- Louis Aubert, Les Maîtres de l'Estampe japonaise : Image de ce monde éphémère, Paris, Librairie Armand Colin, 1930.
- Richard Lane, L'estampe japonaise, Paris, Éditions Aimery Somogy, 1962.
- Edwin O. Reischauer, Histoire du Japon et des Japonais (tome I), Éditions du Seuil, 1973 (ISBN 2-02-000675-8).
- Nelly Delay, L'estampe japonaise, Éditions Hazan, 2004 (ISBN 2-85025-807-5).
- Hélène Bayou (trad. de l'anglais), Images du Monde Flottant : Peintures et estampes japonaises XVIIe : XVIIIe siècles, Paris, Réunion des musées nationaux, 2004, 398 p. (ISBN 2-7118-4821-3).
- Sous la direction de Gisèle Lambert et Jocelyn Bouquillard, Estampes japonaises, Images d'un monde éphémère, Paris/Barcelone, BnF, 2008, 279 p. (ISBN 978-2-7177-2407-3).

#### En anglais
- (en) Laurance, P.Roberts, A Dictionary of Japanese Artists, John Weatherhill Inc., New York, 1976.
- (en) Tazawa, Yutaka, Katsugawa Shunshō dans Biographical Dictionary of Japanese Art, New York, Kodansha International, 1981, 825 p. (ISBN 0-87011-488-3).
- (en) James Albert Michener, The floating world, University of Hawaii Press, 1983, 453 p. (ISBN 978-0-8248-0873-0, lire en ligne).
- (en) Tadashi Kobayashi et Mark A. Harbison, Ukiyo-e : an introduction to Japanese woodblock prints, Kodansha International, 1997, 96 p. (ISBN 978-4-7700-2182-3, lire en ligne).
- (en) Howard Hibbett, The floating world in Japanese fiction, Tuttle Publishing, 2001, 232 p. (ISBN 978-0-8048-3464-3, lire en ligne).

#### Autres
- (de) Friedrich B. Schwan, Handbuch Japanischer Holzschnit, Munich, IUDICIUM Verlag, Postfach 701067, D-81310 München, 2003, 839 p. (ISBN 3-89129-749-1).